# Appletons' Cyclopædia of American Biography
La Appletons' Cyclopædia of American Biography è una collezione in sei volumi di oltre 20 000 biografie di persone rilevanti nella storia del Nuovo Mondo. La prima edizione fu pubblicata tra il 1887 e il 1889 dall'editore D. Appleton & Company di New York.
I principali editori erano James Grant Wilson e John Fiske, l'editore in capo Rossiter Johnson. Un settimo volume, comprendente un'appendice, alcuni complementi e indici tematici, fu pubblicato nel 1901.
La Appletons' Cyclopædia è nota per aver pubblicato circa 200 biografie di personaggi fittizi. Il primo a scoprire la presenza di alcuni falsi fu il botanico e biografo John Hendley Barnhart nel 1919.

In seguito furono scoperte altre biografie di personaggi inesistenti e l'enciclopedia fu rimossa dalle librerie. Tuttavia l'opera è ancora reperibile in molte biblioteche degli Stati Uniti.
Nel 1968 ne è stata pubblicata una ristampa, del tutto uguale all'originale, dalla Gale Research Company di Farmington Hills nel Michigan.